# Oínes
Oínes (llamada oficialmente San Cosme de Oíns) es una parroquia española del municipio de Arzúa, en la provincia de La Coruña, Galicia.

## Otras denominaciones
La parroquia también es conocida por el nombre de San Cosme de Oís.

## Entidades de población
Entidades de población que forman parte de la parroquia:
- Beis
- Ferradal
- Filgueira
- Fraga (A Fraga)
- Fruzo
- León de Abaixo
- León de Arriba
- Manedo
- Pumar (O Pumar)
- Seixas
- Vilamoura (A Vilamoura)

## Despoblado
Despoblado que forma parte de la parroquia:
- Iglesia (A Igrexa)

## Demografía
| Gráfica de evolución demográfica de Oines entre 2000 y 2018 |
|                                                             |
| Datos según el nomenclátor publicado por el INE.            |